# Allium valentinae
Allium valentinae — вид трав'янистих рослин родини амарилісові (Amaryllidaceae), ендемік Казахстану.

## Поширення
Ендемік пд.-сх. Казахстану.